# McCafé
Pour les articles homonymes, voir McAfee.
 (septembre 2024).
- Si vous ne connaissez pas le sujet, laissez ce bandeau (vous pouvez alors contacter les auteurs).
- Si vous supprimez le contenu mis en cause (vous pouvez préalablement contacter les auteurs),

argumentez précisément cette suppression dans la page de discussion
(un manque de référence n'est pas un argument ; une recherche réelle de référence doit avoir été effectuée, être formellement documentée).
McCafé est une chaîne d'aliments et de boissons de style café appartenant à McDonald's et conceptualisée et lancée à Melbourne, en Australie, en 1993, et présentée au public avec l'aide du PDG de McDonald's, Charlie Bell, et du futur président-directeur général de McDonald's, James Skinner, la chaîne reflète une tendance des consommateurs vers les cafés expresso.
Le nombre de McCafé s'étend dès lors dans de nombreux pays dans le monde afin de concurrencer d'autres chaînes tel que Starbucks et Costa Coffee. Des rapports ont indiqué que les points de vente McCafé généraient 15% de revenus de plus qu'un restaurant McDonald's ordinaire et, en 2003, était la plus grande chaîne de café en Australie et en Nouvelle-Zélande. Après que McDonald's Australie a expérimenté les machines à expresso automatiques au cours de la dernière décennie et que cela n'ait pas réussi, tous les magasins australiens ont ensuite été rénovés et convertis en points de vente McCafé.

## Histoire
Le concept McCafé a été conçu pour aider à créer une atmosphère cozy à l'entrée des magasins McDonald's de Swanston Street, à Melbourne, en Australie. L'idée a été développée entre Charlie Bell et l'équipe d'entreprise régionale locale dont David Bayes, Mike Tregurtha et Jim Vasiliadis.
L’Argentine est le deuxième pays à développer le concept de McCafé. McCafé s'étend ensuite au Japon en 2007, au Royaume-Uni en 2012, en Inde en 2013 puis au Maroc en 2014.
La chaîne s'est étendue à 13 pays en 2002, avec le premier aux États-Unis ouvert à Chicago, Illinois, en mai 2001, alors qu'il y en avait environ 300 dans le monde. En 2004, McCafé a ouvert au Costa Rica et en France, et l'année suivante, le concept a été lancé en Italie. En juin 2006, le premier McCafé en Bulgarie a ouvert ses portes au Mall of Sofia. En 2007, la chaîne s'est étendue au Japon dans le cadre des efforts de McDonald's pour augmenter les ventes avec des offres de soupes et de sandwichs plus sains et atteindre de nouveaux clients qui préféraient les cafés traditionnels. Bien qu'il s'agisse d'une partie relativement petite de la stratégie globale de McDonald's, il en existe 1 300 dans le monde.
Le premier McCafé au Pérou a été ouvert fin 2006 à San Isidro, puis au Paraguay en 2007.
En août 2008, McDonald's a étendu son concept McCafé en Afrique du Sud, où la franchise McDonald's est déjà connue et l'une des plus grandes chaînes de restauration rapide du pays. Fin 2009, les boissons McCafé étaient disponibles dans les restaurants McDonald's aux États-Unis. McCafé a ouvert ses portes au Salvador le 6 juillet 2010, situé dans les restaurants McDonald's de la Zona Rosa et du boulevard Próceres dans le but de fournir l'arôme, la saveur et la texture d'un café gastronomique salvadorien.
McCafé a ouvert ses portes à Madrid, en Espagne, le 28 juin 2008, situé dans les restaurants McDonald's Montera.
En juillet 2010, le McCafé a ajouté de vrais smoothies aux fruits à sa liste de boissons. En novembre 2010, l'enseigne ajoute du moka et du chocolat chaud à sa liste de boissons. En juillet 2011, McCafé ajoute la limonade glacée aux fraises et le smoothie à la mangue et à l'ananas au menu américain.
Comme pour McDonald's, chaque McCafé adapte ses produits en fonction du pays dans lequel il se trouve, ainsi de nombreuses boissons font leur entrée comme le Mocha, l' expresso, le cappuccino, l'americano, le latte ou encore le chocolat chaud, s'ajoutent à la liste des boissons froides le Mocha glacé, le latte glacé, la limonade et le smoothie en juillet 2010.
En 2011, McDonald's a commencé l'expansion de McCafé en Ukraine. Il y a six McCafé à Kiev, un à Lviv, un à Odessa, un à Dnipro et un à Kharkiv en janvier 2014.
Le 7 novembre 2011, McDonald's Canada a lancé McCafé à travers le pays après n'être disponible que dans certains magasins avant cette annonce. Avec l'introduction de McCafé au Canada, les magasins McDonald's participants ont ajouté le moka, le cappuccino, l'expresso, l'americano, le latte, le latte glacé, le moka glacé et le chocolat chaud à leurs menus. Avec McCafé, McDonald's est maintenant en concurrence directe avec Coffee Time, Country Style, Second Cup, Starbucks, Tim Hortons et Timothy's World Coffee sur le marché canadien du café.
Le 16 juin 2012, McDonald's a lancé le premier McCafé en Malaisie à Kota Damansara, et quelques autres ont par la suite ouvert dans les points de vente Bandar Utama, Subang Jaya, Titiwangsa et Taman Connaught, tous situés à Klang Valley ainsi qu'à Greenlane, Birch House, IJM Promenade et l'aéroport international de Penang.
En Turquie, McCafé opère sous le nom de "McD Café". Le premier café a ouvert ses portes en juillet 2012 à l'aéroport international Sabiha Gökçen. En avril 2016, il y avait huit Mcd Cafés du côté asiatique d'Istanbul, six du côté européen, trois à Antalya, deux chacun à Adana et Kocaeli, et un chacun à Afyonkarahisar, Aksaray, Ankara et Kırşehir.
En décembre 2012, McDonald's a annoncé qu'elle apporterait la marque et la gamme de produits McCafé à tous les restaurants McDonald's du Royaume-Uni. Cela inclurait l'ajout de frappés glacés et de smoothies aux fruits glacés, et un changement de marque du café McDonald's standard en "McCafé".
Le 14 octobre 2013, McDonald's lance son premier McCafé en Inde dans la région du sud de Mumbai à Bombay, dans l'État du Maharashtra.
En décembre 2015, McDonald's Canada a ouvert son premier McCafé autonome dans le nouveau hall York de la gare Union de Toronto.
Le 20 mars 2018, le premier McCafé à Minsk, en Biélorussie, a été ouvert. Un autre McCafé a ouvert ses portes à Minsk aussi le 24 juin 2018.
En 2019, McCafé ouvre dans différentes villes du Pakistan.
Le 18 juillet 2023, McDonald's Canada a ouvert son deuxième McCafé indépendant à l'aéroport international Montréal-Trudeau (YUL). Il est situé en face de la porte 50, avant le point d'accès vers la zone internationale de l'aéroport. Ce café propose certains produits de McDonald's, mais surtout des produits exclusifs tels que les sandwichs bistro. Cependant, il n'est pas possible d'accumuler des points avec le programme Récompenses MonMcDo.

## En France
Le premier McCafé ouvre ses portes dans le centre commercial de Westfield Les 4 Temps à La Défense en 2004. Depuis, il en ouvre en moyenne 20 à 25 par an. En octobre 2013 sont recensés 176 McCafé à travers le pays et McDonald's France prévoit de passer la barre des 200 unités en 2014 pour un maximum de 300 à 400 cafés dans le pays dans les années à venir, le but étant de concurrencer d'autres chaînes comme Starbucks ou Columbus Café tout en ayant une image plus « cosy », des prix abordables et un choix toujours plus grand. McCafé se définit alors comme étant dans l'air du temps.
Les salariés travaillant dans la chaîne de café sont appelés des « baristas » et sont formés au « Latte Art » (discipline consistant à créer des dessins avec le lait sur la mousse du café) et servent environ 30 boissons différentes, 24 pâtisseries (dont les cookies, macarons…) et 5 viennoiseries dont le pain baguette sera utilisé plus tard dans les restaurants McDonald's pour le casse-croûte et le Petit McBaguette. Selon Isabelle Kuster, directrice générale des opérations, « McCafé est devenu un incubateur d'innovations pour McDonald's ».
En 2012, McCafé génère en France un chiffre d'affaires de 30 millions d'euros.
Le 11 septembre 2013, McCafé lance le menu goûter, l'un avec un petit pain baguette et une barre de chocolat de marque Milka légèrement fondue accompagnée d'une orangeade et l'autre avec cookie et cappuccino[réf. nécessaire].